# Büttös
Büttös é um município da Hungria, situado no condado de Borsod-Abaúj-Zemplén. Tem 18,18 km² de área e sua população em 2015 foi estimada em 157 habitantes.